# 1000 (число)
Хиляда (от гръцки: χίλια, „хиля“) е естествено число, предхождано от деветстотин деведесет и девет и следвано от хиляда и едно. С арабски цифри се записва 1000, с римски цифри – M, а с гръцки – ͵Α. Числото 1000 е съставено от две цифри от позиционните бройни системи – 1 (едно) и трикратното изписване на 0 (нула).

## Математика
- 1000 е четно число.
- 1000 е съставно число.
- 1000 е кубично число, съответно степен на 10.
- 1000 е първото четирицифрено число.
- Многоъгълник с 1000 страни се нарича хилиагон.
- От всички числа до 1000 включително, 1000 е 9-ото с най-много делители – 16. Още 47 числа имат същия брой делители.

## Други факти
- 1000 е година от новата ера.
- 1000 е година преди новата ера.
- Банкнотата от $1000 е в обръщение от 1861 до 1969 г. в Съединените американски щати.